# 8424-es mellékút (Magyarország)
A 8424-es számú mellékút egy bő 11,5 kilométer hosszú, négy számjegyű országos közút Győr-Moson-Sopron vármegye területén, Egyed és Szany térségét kapcsolja össze egymással.

## Nyomvonala
Egyed központjában ágazik ki a 8419-es útból, dél felé, Fő utca néven. Bő egy kilométer után hagyja el a belterületet, s még a második kilométere előtt átlépi Sobor határát. A faluban csak egy rövid belterületi szakasza van, a lakott területnek épp csak a nyugati szélén halad el, az 5+700-as és a 6+200-as kilométerszelvényei között, Andrási utca néven.
A 8. kilométere után lép a következő település, Rábaszentandrás területére, a falu első házait 9,3 kilométer után éri el. Települési neve előbb Kossuth Lajos utca, majd Vasút utca, így éri el a belterület, s egyben a község nyugati határszélét. Már szanyi területen keresztezi a Pápa–Csorna-vasútvonal vágányait, Szany-Rábaszentandrás vasútállomás térségének déli szélén, majd kiágazik belőle észak felé az állomást kiszolgáló, rövid 84 312-es számú mellékút. Onnantól végig Szany házai között húzódik, Béke utca néven, így ér véget, beletorkollva a 8408-as útba, kevéssel annak a 16+650-es kilométerszelvénye előtt.
Teljes hossza, az országos közutak térképes nyilvántartását szolgáló kira.gov.hu adatbázisa szerint 11,647 kilométer.

## Települések az út mentén
- Egyed
- Sobor
- Rábaszentandrás
- Szany

## Érdekességek
- Az út által érintett négy település közül három – Szany, Rábaszentandrás és Sobor – is szerepel a közismert Szélről legeljetek című népdal szövegében.